# Nathan Lewis Miller

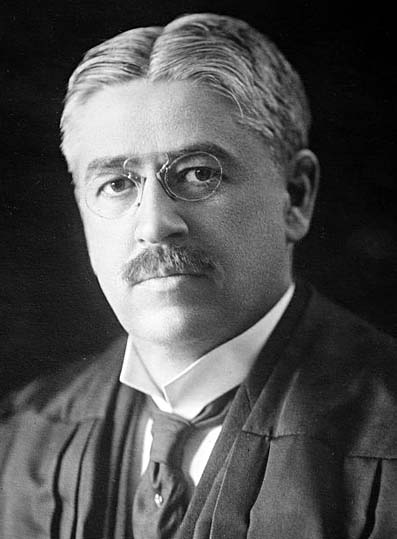
Nathan Lewis Miller

Nathan Lewis Miller (* 10. Oktober 1868 in Solon, Cortland County, New York; † 26. Juni 1953 in Syracuse, New York) war ein US-amerikanischer Jurist und Politiker und von 1921 bis 1923 Gouverneur des Bundesstaates New York.

## Frühe Jahre und politischer Aufstieg
Nathan Miller besuchte die Groton Union School und dann bis 1887 die Cortland Normal School. Nach einem anschließenden Jurastudium wurde er im Jahr 1893 als Rechtsanwalt zugelassen. Danach wurde er als Rechtsanwalt und juristischer Berater der Stadt Cortland tätig. Er war auch an der Fusion verschiedener Gesellschaften mit der United States Steel Corporation von Andrew Carnegie beteiligt. Im Gegenzug förderte Carnegie Millers politische Laufbahn. Dieser wurde Mitglied der Republikanischen Partei. Zwischen 1901 und 1903 war er Leiter des Rechnungshofes (Comptroller) des Staates New York. Von 1903 bis 1913 war Miller Richter am New York Supreme Court. Die folgenden zwei Jahre bis 1915 amtierte er als Richter an einem Berufungsgericht.

## Gouverneur von New York
Am 2. November 1920 wurde Nathan Miller zum neuen Gouverneur seines Staates gewählt. Er trat seine zweijährige Amtszeit am 1. Januar 1921 an. In dieser Zeit wurde die Verwaltung des Staates reformiert. Eine Zensurbehörde für Filme wurde eingerichtet und eine Strafrechtsreform eingeleitet. Damals entstand mit dem State Department of Purchase and Supply ein Beschaffungsamt. Außerdem wurde die Nutzung der Wasserkraft weiter entwickelt. Durch seine Maßnahmen wurden im Staatshaushalt etwa 20 Millionen Dollar eingespart. Auf der anderen Seite war der Gouverneur sehr konservativ. Er war ein Gegner der Frauenrechtsbewegung und ein Befürworter der Todesstrafe. Im Jahr 1922 unterlag er bei dem Versuch einer Wiederwahl gegen seinen Vorgänger Al Smith.
Bis zur Amtsübernahme von Kathy Hochul im Jahr 2021 war Miller der letzte Gouverneur seines Bundesstaates aus Upstate New York.

## Weiterer Lebenslauf
Nach dem Ende seiner Gouverneurszeit zog sich Nathan Miller aus der Politik zurück. Er widmete sich wieder seiner Tätigkeit als Rechtsanwalt und wurde einer der Direktoren der US Steel Corporation. Ex-Gouverneur Miller starb im Juni 1953. Mit seiner Frau Elizabeth Davern hatte er sechs Kinder.